# Distretto di Seyitgazi
Il distretto di Seyitgazi (in turco Seyitgazi ilçesi) è uno dei distretti della provincia di Eskişehir, in Turchia.